# Saint-Marcel (Indre)
Saint-Marcel – miejscowość i gmina we Francji, w Regionie Centralnym, w departamencie Indre.
Według danych na rok 2010 gminę zamieszkiwały 1552 osoby, a gęstość zaludnienia wynosiła 87 osób/km².